# Palermo Hollywood Hotel
Palermo Hollywood Hotel fue un ciclo humorístico que se emitió por Canal 9 entre 2006 y 2007. Lo protagonizaron Freddy Villarreal, Pachu Peña, José María Listorti, Analía Franchín, Nazarena Vélez, Vivian El Jaber, Rodolfo Samsó, Álvaro Navia y Ricardo Bauleo.

## Sinopsis
"Palermo Hollywood" es un hotel cuyo jefe (Ricardo Bauleo) es susceptible a todo tipo de tentaciones. Tiene también una jefa de mucamas (Nazarena Vélez) dispuesta a todo con tal de ascender y evitar el surgimiento de una rival. Tiene un equipo de conserjes chistosos que componen los protagonistas Pachu Peña, Freddy Villareal y José María Listorti.